# 芸人先生
『芸人先生』（げいにんせんせい）は、NHK Eテレで2018年4月2日から2020年8月18日まで放送されていた教養番組、トーク番組。

## 概要
2017年9月18日や9月25日に放送された、お笑いタレントが自らの体験談を交えてビジネスの基本を企業社員へ伝授する『漫才先生』を、『芸人先生』として2018年4月からレギュラー化したものである。2019年4月からシーズン2、2020年5月からはシーズン3を放送。
各芸人のネタ作りでの裏話やネタ・トークを披露する時の技術・心掛けを置き換えての講義が特に多く、別室で営業コンサルタントの和田裕美が講義内容を分析・解説する。ナレーションはシーズン1・2が当時乃木坂46のキャプテンであった桜井玲香、シーズン3は桜井の卒業後にキャプテンに就任した秋元真夏が担当する。
番組中盤は講義を一旦中断して、社内を見学したり、上層部または優れた仕事をした社員と芸人との対話形式でのその企業の秘話を紹介する。シーズン3からはMr.シャチホコによる新コーナーも設けられる。
授業を行う企業は社名が原則伏せられているが、本編では企業ロゴや商品・サービスは伏せられることなく登場しており、企業によっては公式サイトで本番組の宣伝告知を行うことがある。

## 放送日程
| 放送日        | 漫才先生             | 講義場所 | テーマ                                                         |
| ------------- | -------------------- | -------- | -------------------------------------------------------------- |
| 2017年9月18日 | トレンディエンジェル | ‐        | コンプレックス（コンプレックスは最大の武器＆会話を救う適当力） |
| 2017年9月25日 | サンドウィッチマン   | カルビー | 切り口                                                         |

| 回 | 放送日  | 芸人先生               | 講義場所                 | テーマ                                   |
| -- | ------- | ---------------------- | ------------------------ | ---------------------------------------- |
| 1  | 4月2日  | 和牛                   | KIRIN                    | ファーストコンタクト                     |
| 2  | 4月9日  | 和牛                   | KIRIN                    | ありのまま                               |
| 3  | 4月16日 | バイきんぐ             | タカラトミー             | 創る切り口                               |
| 4  | 4月23日 | バイきんぐ             | タカラトミー             | かわいい                                 |
| 5  | 4月30日 | ロバート               | スパリゾートハワイアンズ | 世界観を大事にしてみてはいかがでしょうか |
| 6  | 5月7日  | ロバート               | スパリゾートハワイアンズ | 遊び力                                   |
| 7  | 5月14日 | ナイツ                 | しまむら                 | 年上の心 わしづかみ                      |
| 8  | 5月21日 | ナイツ                 | しまむら                 | 売り込むな!買いたいと思わせろ!           |
| SP | 5月28日 | 金言SP（総集編）       | ‐                        | ‐                                        |
| 9  | 6月4日  | チョコレートプラネット | 東洋水産                 | スタイルを決めない                       |
| 10 | 6月11日 | 相席スタート           | 東洋水産                 | 男と女                                   |
| 11 | 6月18日 | NON STYLE              | モスバーガー             | 気にして 気にしない                      |
| 12 | 6月25日 | NON STYLE              | モスバーガー             | 伝えると伝わるは違う!                    |
| 13 | 7月2日  | U字工事                | 山田うどん               | ローカルはメリットだらけ                 |
| 14 | 7月9日  | カミナリ               | 山田うどん               | インパクト                               |
| 15 | 7月23日 | タカアンドトシ         | ローソン                 | 360度の発想術                            |
| 16 | 7月30日 | タカアンドトシ         | ローソン                 | 初めまして、ツッコませて頂きます         |

| 回      | 放送日  | 芸人先生             | 講義場所                         | テーマ                                    |
| ------- | ------- | -------------------- | -------------------------------- | ----------------------------------------- |
| 1       | 4月1日  | アンジャッシュ       | 全日空                           | ギュンギュンに尖らせるブランティング      |
| 2       | 4月8日  | アンジャッシュ       | 全日空                           | 気持ちいいボタンを押せ!                   |
| 3       | 4月15日 | 阿佐ヶ谷姉妹         | 東武百貨店                       | ちょうどいい接客術                        |
| 4       | 4月22日 | 横澤夏子             | 東武百貨店                       | お芝居的コミュニケーション術              |
| 5       | 4月29日 | ANZEN漫才            | はとバス                         | 愛され社員になる超プラス思考              |
| 6       | 5月6日  | ミキ                 | はとバス                         | マニュアルを超えろ!                       |
| 選1     | 5月13日 | 芸人先生・選         | ‐                                | ‐                                         |
| 7       | 5月20日 | コロッケ             | バンダイ                         | モノマネ式 オリジナリティー発想術         |
| 8       | 5月27日 | コロッケ             | バンダイ                         | ものまねタイトルはビジネスヒントの宝庫だ! |
| 9       | 6月3日  | かまいたち           | ニトリ                           | 攻めて1歩先へ行こう                       |
| 10      | 6月10日 | トレンディエンジェル | ニトリ                           | 刺さるように射るイメージ戦略              |
| 選2     | 6月17日 | 芸人先生・選         | ‐                                | ‐                                         |
| 11      | 6月24日 | 友近                 | サマンサタバサジャパンリミテッド | アナタのやりたいことは何ですか            |
| 12      | 7月1日  | スピードワゴン       | サマンサタバサジャパンリミテッド | 好きなようにやろうよ                      |
| 13      | 7月8日  | くっきー（野性爆弾） | 西武園ゆうえんち                 | 統一感を大事にせなあかん                  |
| 14      | 7月15日 | ニッチェ             | 西武園ゆうえんち                 | まず自分たちが楽しんじゃおう              |
| 特別編1 | 7月22日 | 古坂大魔王           | 岡山市役所                       | 東京をすっ飛ばして世界へ発信              |
| 特別編2 | 7月29日 | はなわ               | 岡山市役所                       | 自虐は愛される                            |
| 選3     | 8月5日  | 芸人先生・選         | ‐                                | ‐                                         |
| 選4     | 8月12日 | 芸人先生・選         | ‐                                | ‐                                         |
| 15      | 8月19日 | 爆笑問題             | 湖池屋                           | ちゃんと上手に褒めていますか?             |
| 16      | 8月26日 | 爆笑問題             | 湖池屋                           | 自分の看板を磨き直そう                    |

| 回 | 放送日  | 芸人先生               | 講義場所       | テーマ                                  |
| -- | ------- | ---------------------- | -------------- | --------------------------------------- |
| 1  | 5月19日 | ずん                   | 日本交通       | イライラの向こう側へ                    |
| 2  | 5月26日 | ずん                   | 日本交通       | 気持ちよくなるファーストコンタクト      |
| 3  | 6月2日  | チョコレートプラネット | アサヒビール   | その時間、無駄にしていませんか?         |
| 4  | 6月9日  | チョコレートプラネット | アサヒビール   | 見切り発車オーライ                      |
| 5  | 6月30日 | アンガールズ           | ぺんてる       | 『それあるよね〜』を大事にしよう        |
| 6  | 7月7日  | アンガールズ           | ぺんてる       | 売れてからがスタートライン              |
| 7  | 7月14日 | アインシュタイン       | グンゼ         | イメージを超えていけ!                   |
| 8  | 7月21日 | 尼神インター           | グンゼ         | 半分だけ好きよ!                         |
| 9  | 7月28日 | ロッチ                 | -              | 自分の魅力、忘れていますよ              |
| 10 | 8月4日  | ロッチ                 | -              | セールスポイント、伝わってなんぼですよ! |
| 11 | 8月11日 | サンドウィッチマン     | バーガーキング | 必殺技はなんですか?                     |
| 12 | 8月18日 | サンドウィッチマン     | バーガーキング | 話術でガツンとつかむ                    |

## 放送日時

### 2018年度
- 本放送：月曜23:00-23:30[4][2]
- 再放送：土曜1:00-1:30[2]

### 2019年度
- 本放送：月曜22:50-23:15[5]
- 再放送：日曜18:30-18:55[5]

### 2020年度
- 本放送：火曜22:50-23:20[6]

## 関連番組
- 雨上がり決死隊のトーク番組アメトーーク!「先生になりたかった芸人」（テレビ朝日、2017年10月5日）[12]
- スーパープレゼンテーション - 形式参考。
- 私の働き方〜乃木坂46のダブルワーク体験!〜 - 副業を行っている芸能人がエピソードなどを語り、副業・兼業の魅力を掘り下げていく番組。